# Aaro Pakaslahti
Aaro Antti Pakaslahti (né le 7 juin 1903 à Oulu et mort le 20 mai 1969 à Madrid) est un diplomate finlandais,.

## Biographie
Alors qu'il est élève du lycée d'Oulu, Aaro Pakaslahti participe en tant que membre de la Garde blanche à la conquête d'Oulu (fi) en février 1918 lors de la guerre civile finlandaise et plus tard lors des guerres tribales à l'expédition d'Aunus (fi) du printemps 1919 où il a été blessé.
En 1926–1927, Aaro Pakaslahti est rédacteur en chef de la revue Ylioppilaslehti (fi) et en 1927–1928  il est secrétaire général de l'Association pour la culture et l'identité finnoise.
Au cours de ses études et au début de sa carrière, Aaro Pakaslahti était un participant actif de la Société académique carélienne, à laquelle il a adhéré  dès sa phase de fondation en 1922. 
Il est membre du conseil d'administration d'AKS- de 1922 à 1924 et secrétaire en 1924.
Aaro Pakaslahti entré au ministère des Affaires étrangères en 1928. Il a été chef du département politique du ministère des Affaires étrangères de 1939 à 1941 et chef de la chancellerie de 1941 à 1943.  
Ensuite, il est l'envoyé de la Finlande à Vichy de 1943 à 1944.
Après la fin de la guerre de continuation et lorsque les troubles politiques ont changé, Aaro Pakaslahti a d'abord été placé en disponibilité puis détaché du ministère des Affaires étrangères. 
Le président Urho Kekkonen le rétablira plus tard en tant que diplomate.
Aaro Pakaslahti est ambassadeur à New Delhi entre 1956-1959, et à Jakarta de 1958 à 1959,  à Bangkok de 1958 à 1959, à Bagdad de 1959 à 1966, à Ankara de 1959 à 1966, comme Envoyé à Téhéran de 1959 à 1965 puis en tant qu'ambassadeur à Téhéran de 1965 à 1966, ambassadeur à Islamabad entre 1959 et 1966 et à ambassadeur à Madrid de 1966 à 1969.